# Улица Академика Волгина
У́лица Акаде́мика Во́лгина — улица в Юго-Западном административном округе города Москвы на территории района Коньково и Обручевского района. Расположена между улицами Обручева и Островитянова.
Пересекает улицу Миклухо-Маклая. Слева примыкает улица Бутлерова. Нумерация домов ведется со стороны улицы Обручева.

## Происхождение названия
Названа 15 июля 1965 года в честь академика В. П. Волгина, историка. Расположена в районе, где сосредоточены улицы, названные именами русских учёных.

## История
Улица возникла в 1964—1965 годах при застройке района Беляево-Богородское. Первоначально проходила от ул. Обручева до ул. Миклухо-Маклая, в 1968 продлена до ул. Островитянова. В декабре 1968 года по улице провели автобусные маршруты. Нечётная сторона улицы застроена в 1967—1969 годах крупнопанельными жилыми домами, чётная — в конце 1970-х годов научными и учебными институтами. До начала 1970-х годов в конце улицы находилась деревня Брёхово. В середине 2000-х годов новые жилые дома построены на углу с ул. Островитянова.

## Примечательные здания и сооружения
По нечётной стороне:
- № 13 — жилой дом. Здесь жил историк и археолог Г. А. Фёдоров-Давыдов[8].
- № 19 — в доме жил поэт и переводчик В. Д. Берестов.
- № 25, корп. 2 — в доме жил поэт и художник Д. А. Пригов.
- № 31, корп. 2 — жилой дом. Здесь жил математик А. Н. Тюрин[9].

По чётной стороне:
- № 6 — Государственный институт русского языка имени А. С. Пушкина.
- № 8 — Российский государственный геологоразведочный университет имени Серго Орджоникидзе.
- № 10/16 — Институт биоорганической химии им. М. М. Шемякина и Ю. А. Овчинникова.
- № 12 — Здание Академии МВД (1995—1996, архитекторы В. Гинзбург, Н. Колосова)[10], ныне — Московский университет МВД России.

## Транспорт
По улице проходят автобусы с13 (от ул. Обручева до ул. Миклухо-Маклая), 226, с954 (от ул. Бутлерова до ул. Миклухо-Маклая), 196, 250, 699 (от ул. Миклухо-Маклая до ул. Островитянова), 273 (только в направлении от ул. Островитянова к ул. Миклухо-Маклая).

## Улица в произведениях литературы и искусства
…Мимо моего же балкона на ул. Волгина по праздникам проплывают веселящиеся толпы. Они минуют высотное общежитие Медицинского института, таинственную Высшую школу милиции и не менее, а, может быть, даже и более таинственный институт им. Шемякина.
Дмитрий Александрович Пригов. «Беляево 99 и навсегда».